# Little Child
Little Child is een nummer van The Beatles, verschenen op het album With the Beatles. Het is geschreven door John Lennon en Paul McCartney (als Lennon-McCartney) en was wellicht bedoeld om gezongen te worden door Ringo Starr. Uiteindelijk zong Starr niet op de opname, maar wel op een ander nummer van With the Beatles, I Wanna Be Your Man.

## Beschrijving en achtergrond
McCartney lichtte in 1997 toe dat composities voor Starr redelijk simpel moesten zijn om te zingen, aangezien hij geen groot stembereik heeft. Bij de composities waar hij achter kon staan, kon hij ze wel con brio brengen, aldus McCartney. Desalniettemin waren de reacties op het nummer gemengd: Philippe Margotin noemde het "niet een van de meesterwerken van de band", terwijl Ian MacDonald toegaf dat "zelfs bij zo'n ongeraffineerd commercieel nummer (roughneck potboiler) Lennon en McCartney nog steeds bovengemiddeld kunnen presteren door hun scherp observatievermogen."
McCartney vermeldde dat de melodie van Little Child ietwat geïnspireerd was door Whistle My Love, gebracht door Elton Hayes in de Disney-productie The Story of Robin Hood.

## Opname
De opname van het nummer verliep moeizaam. In de vroegere opnamejaren van The Beatles werden de nummers snel opgenomen, maar voor Little Child waren meer dan twintig takes nodig tijdens drie opnamedagen. Ondanks de lange tijd besteed aan de opname is het resultaat niet een onverdeeld succes: op 0:35 valt een foutieve tekst van Lennons tweede stem te horen, en de stereoversie kent enkele eigenaardigheden zoals het invallen van de stemmen vlak na de harmonicasolo.

## Muzikanten
Bezetting volgens Ian MacDonald
- John Lennon - zang, ritmegitaar, harmonica
- Paul McCartney – zang, basgitaar, piano
- George Harrison – leadgitaar
- Ringo Starr – drums